# 한지혜
한지혜(한국 한자: 韓智慧 본명: 이지혜, 한국 한자: 李智慧, 1984년 6월 29일 ~ )는 대한민국의 배우다.

## 약력
한지혜는 충청북도 충주시 교현동에서 1남 2녀 중 둘째로 태어났으며 아버지인 이교일(李敎壹)은 대한지적공사에서 근무하였다. 충주예성초등학교, 충주북여자중학교와 한림디자인고등학교를 졸업 하였으며 세종대학교 영화예술학과에 03학번으로 입학했다.
2001년 슈퍼모델 선발 대회에 출전하여 특별상인 '도도 메이크업 상'을 받으면서 연예계에 첫 발을 내디뎠다. 이 대회 동기생인 한예슬, 김빈우, 공현주, 소이현 등과 마찬가지로 모델보다는 전문 배우로 성장해 나갔다.

## 결혼
2009년 1월 26세의 어린 나이에 친언니의 소개로 만난 서울대학교 공대 출신이자 사법고시 시험 1차, 2차, 3차 등을 한번에 통과하고, 서울특별시 종로구 평창동에 집이 있는 6살 연상의 검사 정혁준과 1년 열애 끝에 2010년 9월 미국 하와이의 호텔에서 결혼식을 올렸다.

## 학력
- 충주예성초등학교 (졸업)
- 충주북여자중학교 (졸업)
- 한림디자인고등학교 (졸업)
- 세종대학교 영화예술학과 (졸업)

## 출연 작품

### 드라마
- 2001년 KBS 일일드라마 《여자는 왜?》... 김지혜 역
- 2002년 SBS 일일시트콤 《대박가족》 ... 승무원 역
- 2003년 MBC 월화드라마 《내 인생의 콩깍지》 ... 신희정 역
- 2003년 MBC 수목드라마 《남자의 향기》 ... 하수민 역
- 2003년 KBS2 월화드라마 《여름향기》 ... 박정아 역
- 2003년 SBS 단막극《오픈드라마 남과여 - 사랑까지 한발짝 더》
- 2004년 KBS2 월화드라마 《낭랑 18세》 ... 윤정숙 역
- 2004년 SBS 드라마 스페셜 《섬마을 선생님》 ... 홍은수 역
- 2005년 MBC 월화드라마 《비밀남녀》 ... 서영지 역
- 2006년 KBS2 월화드라마 《구름계단》 ... 윤정원 역
- 2007년 KBS1 일일연속극 《미우나 고우나》 ... 나단풍 역
- 2008년 MBC 월화드라마 《에덴의 동쪽》 ... 김지현 역
- 2010년 KBS2 단막극 《KBS 드라마 스페셜 - 피아니스트》 ... 윤인사 역
- 2011년 MBC 월화드라마 《짝패》 ... 동녀 역
- 2011년 CCTV 일일드라마 《천당수》 ... 전채희 역
- 2011년 SBS 추석특집 《위대한 선물》 ... 김하연 역
- 2012년 MBC 주말 특별기획 《메이퀸》 ... 천해주 / 장유진 역
- 2013년 MBC 주말드라마 《금 나와라, 뚝딱!》 ... 정몽희 / 손유나 / 한선화 역 (1인 3역)
- 2014년 KBS2 월화드라마 《태양은 가득히》 ... 한영원 역
- 2014년 MBC 주말 특별기획 《전설의 마녀》 ... 문수인 역
- 2018년 KBS2 주말드라마 《같이 살래요》 ... 박유하 역
- 2019년 MBC 토요 특별기획 《황금정원》 ... 은동주 역
- 2025년 SBS 금토 드라마 《보물섬》 ... 아녜스 수녀(서연주) 역
- 2025년 TV CHOSUN 미니시리즈 《다음생은 없으니까》

### 영화
- 2002년 《굳세어라 금순아》 ... 편의점 여점원 역
- 2003년 《싱글즈》 ... 지혜 역
- 2005년 《B형 남자친구》 ... 하미 역
- 2008년 《허밍》 ... 미연 역
- 2010년 《구르믈 버서난 달처럼》 ... 백지 역

### M/V
- 리즈 - 《그댄 행복에 살텐데》, 《잊을 수 있을까요》
- 이수영 - 《Forever You》[4], 《휠릴리》 / 《안단테》, 《광화문 연가》, 《라라라》 / 《빚》

### 진행
- 《신비한TV 서프라이즈》 (MBC)

## 저서
- 2010년 : 《마이 페어 레이디》 ISBN 978-89-963339-4-4.[5]

## 음반
- 2009년 《She's Olive vol.12: 한지혜 Shoes My Dream》사운드트랙 싱글 "LUV LUV" (Feat. 소울트로닉)
- 2008년 베이징 올림픽 수영종목 공식테마곡 "프렌즈 (Friends)" 한국어 버전

## 출연
- 2009년 O'live 《She's O'live: 한지혜 Shoes My Dream》
- 2013년 SBS 《힐링캠프, 기쁘지 아니한가》
- 2013년 스토리온 《100인의 선택》
- 2019년 MBC 《황금어장 라디오스타》
- 2020년 ~ 2024년 KBS2 《편스토랑》 -  반 고정 출연
- 2020년 MBC 《선을 넘는 녀석들 - 리턴즈》 - 게스트 출연 (기황후 편)

## 광고
- 한양건설
- 새마을금고
- LG생활건강 - Say 바디워시
- KTF fimm
- KT - 국제전화 001
- 롯데 - 키스틱
- 뱅뱅어패럴 - 뱅뱅 청바지
- 유니레버 (unilever) 레세나 (rexena)
- 빙그레 - 요맘때
- 나산 - 예츠 (yetts)
- 뷰티플레스 (BEAUTIPLEX)
- SK - 카스피 코너스 (CASPI CONUS)

## 수상 및 후보
| 연도 | 시상식                                 | 부문                               | 작품                           | 결과 |
| ---- | -------------------------------------- | ---------------------------------- | ------------------------------ | ---- |
| 2001 | 제10회 슈퍼모델 선발대회               | 도도메이크업상                     | 빈칸                           | 수상 |
| 2003 | KBS 연기대상                           | 여자 신인연기상                    | 여름향기                       | 수상 |
| 2004 | 제40회 백상예술대상                    | TV부문 여자 신인연기상             | 낭랑 18세                      | 수상 |
| 2004 | MBC 방송연예대상                       | 쇼·버라이어티부문 여자 신인상      | 생방송 음악캠프                | 수상 |
| 2004 | KBS 연기대상                           | 여자 우수연기상                    | 낭랑 18세                      | 후보 |
| 2005 | 제42회 대종상                          | 신인여우상                         | B형 남자친구                   | 후보 |
| 2005 | 제26회 청룡영화상                      | 신인여우상                         | B형 남자친구                   | 후보 |
| 2005 | MBC 연기대상                           | 여자 우수연기상                    | 비밀남녀                       | 후보 |
| 2006 | 제23회 코리아 베스트 드레서 어워드     | 탤런트부문 베스트 드레서           | 빈칸                           | 수상 |
| 2007 | KBS 연기대상                           | 일일극부문 여자 우수연기상         | 미우나 고우나                  | 수상 |
| 2007 | KBS 연기대상                           | 여자 네티즌상                      | 미우나 고우나                  | 후보 |
| 2007 | KBS 연기대상                           | 베스트 커플상 (with 김지석)        | 미우나 고우나                  | 후보 |
| 2008 | 제2회 코리아 드라마 어워즈             | 여자 우수연기상                    | 미우나 고우나                  | 수상 |
| 2008 | MBC 연기대상                           | 여자 우수연기상                    | 에덴의 동쪽                    | 수상 |
| 2009 | 제4회 아시아모델상시상식               | 모델스타상                         | 빈칸                           | 수상 |
| 2009 | 제45회 백상예술대상                    | TV부문 여자 최우수연기상           | 에덴의 동쪽                    | 후보 |
| 2009 | 대한지적공사                           | 감사패                             | 빈칸                           | 수상 |
| 2010 | 제8회 한국주얼리페어                   | 베스트 주얼리 레이디               | 빈칸                           | 수상 |
| 2010 | KBS 연기대상                           | 여자 연작·단막극상                 | KBS 드라마 스페셜 - 피아니스트 | 후보 |
| 2012 | 제20회 대한민국문화연예대상            | 드라마부문 여자 최우수연기상       | 메이퀸                         | 수상 |
| 2012 | MBC 연기대상                           | 연속극부문 여자 최우수연기상       | 메이퀸                         | 수상 |
| 2013 | 제2회 에이판 스타 어워즈               | 여자 우수연기상                    | 금 나와라, 뚝딱!               | 후보 |
| 2013 | 2013 헤럴드·동아TV 라이프스타일 어워드 | 베스트 드레서상                    | 빈칸                           | 수상 |
| 2013 | MBC 연기대상                           | 연속극부문 여자 최우수연기상       | 금 나와라, 뚝딱!               | 수상 |
| 2014 | MBC 연기대상                           | 특별기획부문 여자 최우수연기상     | 전설의 마녀                    | 후보 |
| 2015 | 제4회 에이판 스타 어워즈               | 장편드라마부문 여자 최우수연기상   | 전설의 마녀                    | 후보 |
| 2018 | 제11회 코리아 드라마 어워즈            | 여자 최우수연기상                  | 같이 살래요                    | 후보 |
| 2018 | 제6회 에이판 스타 어워즈               | 장편드라마부문 여자 최우수연기상   | 같이 살래요                    | 후보 |
| 2018 | KBS 연기대상                           | 장편드라마부문 여자 우수연기상     | 같이 살래요                    | 수상 |
| 2018 | KBS 연기대상                           | 베스트 커플상 (with 이상우)        | 같이 살래요                    | 후보 |
| 2018 | KBS 연기대상                           | 여자 네티즌상                      | 같이 살래요                    | 후보 |
| 2019 | MBC 연기대상                           | 주말특별기획부문 여자 최우수연기상 | 황금정원                       | 후보 |
| 2021 | 제7회 에이판 스타 어워즈               | 연속극부문 여자 최우수연기상       | 황금정원                       | 후보 |